# 大耳攀鼠屬
大耳攀鼠屬（学名：Ototylomys），哺乳綱、囓齒目、倉鼠科的一屬，而與大耳攀鼠屬（大耳攀鼠）同科的動物尚有洞鼠屬（粗毛洞鼠）、白足鼠屬（球鹿鼠）、小齒夕鼠屬（小齒夕鼠）、奧氏鼠屬（奧氏鼠）等之數種哺乳動物。

## 下属物种
本属包括以下物种：
- Ototylomys chiapensis Porter, Beasley, Ordóñez-Garza, Lindsey, Rogers, Rogers, Lewis-Rogers, Sites & Bradley, 2017[2]
- 大耳攀鼠 Ototylomys phyllotis Merriam, 1901